# Mistrzostwa Ibero-Amerykańskie w Lekkoatletyce 2014
16. Mistrzostwa Ibero-Amerykańskie w Lekkoatletyce – zawody lekkoatletyczne rozegrane od 1 do 3 sierpnia 2014 w brazylijskim São Paulo.

## Rezultaty
| NR – rekord kraju \| AR – rekord kontynentu |
| PB – rekord życiowy                         |

### Mężczyźni
| Konkurencja:                  | Złoto                                                                                                 | Wynik         | Srebro                                                                                                | Wynik         | Brąz                      | Wynik      |
| Bieg na 100 m                 | Andy Martínez                                                                                         | 10,33 NR      | Jorge Henrique Vides                                                                                  | 10,31         | Isidro Montoya            | 10,32      |
| Bieg na 200 m                 | Jorge Henrique Vides                                                                                  | 20,42         | Bernardo Baloyes                                                                                      | 20,43 NR      | Rolando Palacios          | 20,60      |
| Bieg na 400 m                 | Anderson Henriques                                                                                    | 45,40         | Pedro Luiz de Oliveira                                                                                | 45,73         | Nery Brenes               | 45,97      |
| Bieg na 800 m                 | Rafith Rodriguez                                                                                      | 1:44,77       | Thiago André                                                                                          | 1:45,99 PB    | Lucirio Garrido           | 1:46,60 PB |
| Bieg na 1500 m                | Marvin Blanco                                                                                         | 3:43,88       | Álvaro Rodríguez                                                                                      | 3:43,91       | Carlos Díaz               | 3:44,74    |
| Bieg na 3000 m                | Jose Luis Barrios                                                                                     | 7:59,50       | Byron Piedra                                                                                          | 7:59,55       | Carlos Antonio dos Santos | 8:01,19    |
| Bieg na 5000 m                | Byron Piedra                                                                                          | 14:19,89 PB   | Altobelli da Silva                                                                                    | 13:54,65      | Iván Fernández            | 13:59,61   |
| Bieg na 3000 m z przeszkodami | Marvin Blanco                                                                                         | 8:35,87       | Fernando Carro                                                                                        | 8:39,66       | Tomás Tajadura            | 8:40,32    |
| Bieg na 110 m przez płotki    | Jorge McFarlane                                                                                       | 13,53 NR      | Javier McFarlane                                                                                      | 13,57 =PB     | Jonatha Mendes            | 13,70      |
| Bieg na 400 m przez płotki    | Andrés Silva                                                                                          | 48,65 NR      | Eric Alejandro                                                                                        | 49,07 PB      | Mahau Suguimati           | 49,99      |
| Sztafeta 4 × 100 m            | Brazylia · Luiz Gabriel da Silva · Jefferson Lucindo · Aldemir da Silva Junior · Jorge Henrique Vides | 39,35         | Dominikana · Emmanuel Brioso · Carlos Orosa · Stanly Del Carmen · Yoandry Andujar                     | 39,92 NR      |                           |            |
| Sztafeta 4 × 400 m            | Dominikana · Winder Cuevas · Yon Soriano · Juander Santos · Luguelín Santos                           | 3:02,73       | Brazylia · Pedro Luiz de Oliveira · Wagner Francisco Cardoso · Hederson Estefani · Anderson Henriques | 3:02,80       |                           |            |
| Chód na 20 000 m              | Iván Garrido                                                                                          | 1:22:13,74 PB | Marc Tur                                                                                              | 1:23:22,19 PB | Yerko Araya               | 1:23:34,68 |
| Skok wzwyż                    | Edgar Rivera                                                                                          | 2,28 =PB      | Joel Castro                                                                                           | 2,26 =NR      | Guilherme Cobbo           | 2,24       |
| Skok o tyczce                 | José Rodolfo Pacho Germán Chiaraviglio                                                                | 5,20 NR       | |               | João Gabriel Sousa        | 5,20       |
| Skok w dal                    | Luis Rivera                                                                                           | 8,24          | Higor Alves                                                                                           | 8,00          | Luis Felipe Méliz         | 7,76       |
| Trójskok                      | Jonathan Henrique Silva                                                                               | 16,84         | Kauam Kamal Aleixo Bento                                                                              | 16,79         | Alberto Álvarez           | 16,31      |
| Pchnięcie kulą                | Germán Lauro                                                                                          | 20,14         | Darlan Romani                                                                                         | 19,64         | Stephen Sáenz             | 18,62      |
| Rzut dyskiem                  | Germán Lauro                                                                                          | 61,62         | Felipe Lorenzon                                                                                       | 59,85 PB      | Ronald Julião             | 59,75      |
| Rzut młotem                   | Wagner Domingos                                                                                       | 74,12 NR      | Allan Wolski                                                                                          | 70,81         | Dário Manso               | 69,37      |
| Rzut oszczepem                | Dayron Márquez                                                                                        | 78,80         | Júlio César de Oliveira                                                                               | 78,04         | Víctor Fatecha            | 74,73      |
| Dziesięciobój                 | Felipe dos Santos                                                                                     | 7810 pkt. PB  | Jorge Ureña                                                                                           | 7644 pkt.     | Guillermo Ruggeri         | 7274 pkt.  |

### Kobiety
| Konkurencja:                  | Złoto                                                                                    | Wynik      | Srebro                                                                           | Wynik          | Brąz                     | Wynik       |
| Bieg na 100 m                 | Ana Cláudia Silva                                                                        | 11,13      | Eliecet Palacios                                                                 | 11,40          | Franciela Krasucki       | 11,43       |
| Bieg na 200 m                 | Franciela Krasucki                                                                       | 23,41      | Marizol Landázuri                                                                | 23,60 PB       | Vanusa dos Santos        | 23,64       |
| Bieg na 400 m                 | Geisa Coutinho                                                                           | 51,76      | Yennifer Padilla                                                                 | 52,72          | Joelma Sousa             | 53,04       |
| Bieg na 800 m                 | Gabriela Medina                                                                          | 2:03,17    | Cristina Guevara                                                                 | 2:03,22 PB     | Marta Pen                | 2:05,18 PB  |
| Bieg na 1500 m                | Muriel Coneo                                                                             | 4:14,42    | Cristina Guevara                                                                 | 4:16,09        | Juliana Paula dos Santos | 4:16,48     |
| Bieg na 3000 m                | Juliana Paula dos Santos                                                                 | 9:19,80 PB | Muriel Coneo                                                                     | 9:22,10 PB     | Eliona Delgado           | 9:23,10 PB  |
| Bieg na 5000 m                | Inés Melchor                                                                             | 15:58,85   | Cruz da Silva                                                                    | 16:02,40       | Catarina Ribeiro         | 16:05,45    |
| Bieg na 3000 m z przeszkodami | Maria Mancebo                                                                            | 9:45,84 PB | Zulema Arenas                                                                    | 9:53,42 NR AJR | Beverly Ramos            | 10:03,12    |
| Bieg na 100 m przez płotki    | Lavonne Idlette                                                                          | 12,99      | Yvette Lewis                                                                     | 13,05          | Lina Flórez              | 13,18       |
| Bieg na 400 m przez płotki    | Zudikey Rodríguez                                                                        | 56,64      | Déborah Rodríguez                                                                | 57,56          | Sharolyn Scott           | 58,10       |
| Sztafeta 4 × 100 m            | Brazylia · Vanusa dos Santos · Ana Cláudia Silva · Franciela Krasucki · Rosângela Santos | 42,92      | Dominikana · Lavonne Idlette · Fany Chalas · Margarita Manzueta · Hiyadilis Melo | 46,58          |                          |             |
| Sztafeta 4 × 400 m            | Brazylia · Geisa Coutinho · Bárbara de Oliveira · Joelma Sousa · Jailma de Lima          | 3:29,66    |                                                                                  |                |                          |             |
| Chód na 10 000 m              | Júlia Takács                                                                             | 43:10,95   | Érica de Sena                                                                    | 43:41,30 NR    | Kimberly García          | 43:57,44 PB |
| Skok wzwyż                    | Mónica Freitas                                                                           | 1,82       | Betsabé Páez                                                                     | 1,75           | Tamara de Sousa          | 1,75        |
| Skok o tyczce                 | Patrícia dos Santos                                                                      | 4,10       | Karla da Silva                                                                   | 4,10           | Valeria Chiaraviglio     | 4,10        |
| Skok w dal                    | Juliet Itoya                                                                             | 6,64 PB    | Yuliana Angúlo                                                                   | 6,33 NR        | Elise Martins            | 6,31        |
| Trójskok                      | Yosiri Urrutia                                                                           | 14,41      | Gisele de Oliveira                                                               | 13,71          | Tânia da Silva           | 13,47       |
| Pchnięcie kulą                | Natalia Duco                                                                             | 17,53      | Sandra Lemos                                                                     | 17,10          | Keely Medeiros           | 16,95       |
| Rzut dyskiem                  | Karen Gallardo                                                                           | 59,66      | Fernanda Raquel Borges                                                           | 59,08          | Andressa de Morais       | 57,82       |
| Rzut młotem                   | Jennifer Dahlgren                                                                        | 66,84      | Johana Moreno                                                                    | 66,01          | Zuleima Mina             | 62,84       |
| Rzut oszczepem                | Jucilene de Lima                                                                         | 61,71      | Laila e Silva                                                                    | 58,12          | Flor Ruíz                | 57,31       |
| Siedmiobój                    | Vanessa Spínola                                                                          | 5722 pkt.  | Alysbeth Félix                                                                   | 5578 pkt. NR   | Lecabela Quaresma        | 5574 pkt.   |

## Rekordy
Podczas zawodów ustanowiono 16 krajowych rekordów w kategorii seniorów:

### Mężczyźni
| Zawodnik           | Reprezentacja | Konkurencja                     | Rezultat |
| ------------------ | ------------- | ------------------------------- | -------- |
| Andy Martínez      | Peru          | bieg na 100 metrów              | 10,34    |
| Andy Martínez      | Peru          | bieg na 100 metrów              | 10,30    |
| Bernardo Baloyes   | Kolumbia      | bieg na 200 metrów              | 20,43    |
| Daniel Toroya      | Boliwia       | bieg na 3000 metrów             | 8:18,56  |
| Javier McFarlane   | Peru          | bieg na 110 metrów przez płotki | 13,57    |
| Jorge McFarlane    | Peru          | bieg na 110 metrów przez płotki | 13,53    |
| Agustín Carrera    | Argentyna     | bieg na 110 metrów przez płotki | 13,74    |
| Andrés Silva       | Urugwaj       | bieg na 400 metrów przez płotki | 48,65    |
| Gerald Drummond    | Kostaryka     | bieg na 400 metrów przez płotki | 50,41    |
| Joel Castro        | Portoryko     | skok wzwyż                      | 2,26     |
| José Rodolfo Pacho | Ekwador       | skok o tyczce                   | 5,20     |
| Wagner Domingos    | Brazylia      | rzut młotem                     | 74,12    |

### Kobiety
| Zawodnik       | Reprezentacja | Konkurencja                        | Rezultat  |
| -------------- | ------------- | ---------------------------------- | --------- |
| Zulema Arenas  | Peru          | bieg na 3000 metrów z przeszkodami | 9:53,42   |
| Yuliana Angúlo | Ekwador       | skok w dal                         | 6,33      |
| Érica de Sena  | Brazylia      | chód na 10 000 metrów              | 43:41,30  |
| Alysbeth Félix | Portoryko     | siedmiobój                         | 5578 pkt. |